# Biddulph
Pour les articles homonymes, voir Biddulph (homonymie).
Biddulph est une ville dans le Staffordshire en Angleterre, située à 34,4 kilomètres de Stafford. Sa population est de 17 241 habitants (2001). Dans le Domesday Book de 1086, elle a été énumérée comme Bidolf.